# Batalla del Olivar de Cunduros
La batalla del Olivar de Cunduros o Koundouras tuvo lugar en la primavera de 1205, en Mesenia, Peloponeso, entre los francos y la reminiscencia del Imperio romano de oriente, resultando en una victoria de los caballeros francos y el colapso de la resistencia local.
En 1204, Constantinopla, la capital del Imperio bizantino fue conquistada por los cruzados de la Cuarta Cruzada y la República de Venecia. Esto condujo a la caída del Imperio bizantino y el establecimiento del Imperio latino.
Mientras tanto, una fuerza cruzada de entre 500 y 700 caballeros bajo el mando de Guillermo de Champlitte y Godofredo I de Villehardouin avanzaron hacia el Peloponeso para hacer frente a la resistencia bizantina. En el Olivar de Cunduros en Mesenia, se enfrentaron a un ejército de unos 5.000 griegos peloponenses bajo el mando de Miguel I Ducas. En la batalla, los cruzados salieron victoriosos, lo que obligó a los bizantinos a retirarse y aplastar la resistencia del Peloponeso. Esta batalla abrió el camino para la fundación del Principado de Acaya.

## Antecedentes
El ejército de la Cuarta Cruzada conquistó Constantinopla el 12 de abril de 1204. Uno de los principales líderes de la cruzada, Bonifacio de Montferrato, después de haber perdido la oportunidad de convertirse en emperador, llegó a fundar el Reino de Tesalónica. En otoño de ese mismo año, Guillermo de Champlitte lo siguió a Tesalónica, pero luego continuó hacia el sur hasta llegar a Morea. Allí estuvo acompañado por Godofredo I de Villehardouin, que navegó a Modona en su camino de regreso de Palestina.
A cargo de un centenar de caballeros y varios soldados, Champlitte y Villehardouin hicieron una campaña juntos para conquistar Morea. Inicialmente capturaron Modona con el apoyo de Juan Cantacuceno. Ellos ocuparon las principales ciudades del Peloponeso occidental ya que encontraron poca resistencia. Los griegos de Laconia, Arcadia y la Argólida, bajo Miguel I Comneno Ducas, quien en ese momento era el gobernador bizantino del thema del Peloponeso, y Miguel Cantacuceno, el hijo del entonces fallecido Juan Cantacuceno, trataron de detener a los francos en el olivar de Cunduros, cerca de Koroni.